# High Fidelity (Roman)
High Fidelity ist ein Roman von Nick Hornby, der erstmals 1995 erschien.

## Handlung
Der 35-jährige Robert Fleming lebt im Londoner Stadtteil Crouch End und ist Besitzer eines Plattenladens. Er und seine beiden Mitarbeiter Barry und Dick diskutieren häufig über ihre jeweiligen Top Five Schallplatten oder ihre Top Five schlechtesten Songs aller Zeiten.
Rob wird von seiner Freundin Laura, die Rechtsanwältin ist, verlassen, da er sie betrogen hat, während sie schwanger war. Einen größeren Geldbetrag, den sie ihm geliehen hat, wird er ihr nie zurückzahlen können; außerdem fanden beide, dass ihre Beziehung immer langweiliger wurde.
Rob berichtet als Ich-Erzähler von seinen Top-Five-Exfreundinnen: Alison Ashworth, Penny Hardwick, Jackie Allen, Charlie Nicholson und Sarah Kendrew. Er trifft sich der Reihe nach mit ihnen wieder und sie unterhalten sich über ihre Beziehungen und ihr weiteres Leben, da Rob herausfinden will, woran genau ihre Beziehungen in die Brüche gegangen sind.
Er lernt die Sängerin Marie LaSalle kennen, muss jedoch weiterhin oft an Laura denken. Diese ist unterdessen mit Ian Ray zusammen, der schon einige Zeit über der Wohnung von Rob und Laura gelebt hat. Rob erfährt jedoch von Lauras bester Freundin Liz, dass Laura in ihrer neuen Beziehung nicht glücklich ist.
Auf der Beerdigung von Lauras Vater Ken kommen sich die beiden wieder näher. Laura bemerkt, dass ihr Leben mit Rob besser war, ihm hingegen wird bewusst, dass er sein Verhalten ändern muss, um Laura zurückholen zu können. Laura organisiert einen Clubauftritt für Rob, bei dem er wie in früheren Zeiten als DJ auflegt. Im ausverkauften Club tritt auch Barry mit seiner Band Backbeat auf. Laura und Rob werden wieder ein Paar, obwohl Laura seinen Heiratsantrag zurückweist.

## Kritiken
Michael Althen betrachtete den Roman in seiner Kritik in der Süddeutschen Zeitung im März 1996 als ein lesenswertes „Anschauungsbuch über Wesen und Wahn der Männer“. Ähnlich wie in Fever Pitch gehe Hornby in seinem Buch männlichen Macken auf den Grund und werfe dabei „einen ziemlich scharfen und unglaublich witzigen Blick auf die Eigenheiten seiner Geschlechtsgenossen“; der Roman sei „durch und durch egozentrisch“ und behandele „Vorurteile und Eitelkeiten, Animositäten und Empfindlichkeiten, Unausgesprochenes und Eingestandenes“. Weiblichen Leserinnen nehme der Roman jede Illusion, dass ihre Männer irgendwann erwachsen werden könnten.
Demgegenüber bezeichnete die Frankfurter Allgemeine Zeitung High Fidelity in ihrer Rezension im August 1996 als ein Buch, das zwar „in popmusikalischer Hinsicht kenntnisreich geschrieben“ sei, kritisierte jedoch, dass der Roman für den Leser außer „dem breitangelegten Identifikationsangebot [...] wenig bieten“ könne und dass „der Ertrag dieses geschwätzigen Buches mager“ ausfalle.

## Verfilmung
Im Jahre 2000 wurde der Roman mit John Cusack in der Hauptrolle verfilmt (siehe High Fidelity (Film)). 2020 wurde das Buch mit Zoë Kravitz in der Hauptrolle als Serie neu adaptiert.

## Ausgaben
- High Fidelity, dt. von Clara Drechsler und Harald Hellmann, Kiepenheuer & Witsch: Köln (1996) ISBN 3-462-02524-4.
- High Fidelity, dt. von Clara Drechsler und Harald Hellmann, Droemer Knaur: München (1999) ISBN 3-426-61270-4.
- High Fidelity, engl. Originalausgabe, Indigo (1996) ISBN 978-0575400184.